# Congophiloscia saothomensis
Congophiloscia saothomensis es una especie de crustáceo isópodo terrestre de la familia Philosciidae.

## Distribución geográfica
Es endémica de la isla de Santo Tomé (Santo Tomé y Príncipe).